# Zoreane, Rujîn
Zoreane (în ucraineană Зоряне) este un sat în așezarea urbană Rujîn din raionul Rujîn, regiunea Jîtomîr, Ucraina.

## Demografie
Componența lingvistică a localității Zoreane
     Ucraineană (99,47%)
     Alte limbi (0,53%)
Conform recensământului din 2001, majoritatea populației localității Zoreane era vorbitoare de ucraineană (99,47%), existând în minoritate și vorbitori de alte limbi.